# 62701 Davidrankin
62701 Davidrankin este o planetă minoră (asteroid), cu un diametru de 5,603 km, din centura de asteroizi. A fost descoperită pe 7 octombrie 2000 la Emerald Lane Observatory⁠(d) de Loren C. Ball⁠(d). 
Obiectul prezintă o orbită caracterizată de o semiaxă mare de 3,1171174186012 UAi, o excentricitate de 0,18493505484903, o înclinație de 21,167003497479 ° în raport cu ecliptica.